# 荷花玉兰
荷花玉兰（学名：Magnolia grandiflora），又名洋玉兰（中国树木分类学）、广玉兰（上海），为木兰科木兰属的植物，原产美洲，北美洲以及中国大陆的长江流域及其以南有栽培，北方如北京、兰州等地有引种。供观赏，花含芳香油。
种名grandiflora意为“大花的”。

## 形态

### 枝干
常绿乔木，高度可达30米，树冠卵状圆锥形，小枝和芽均有锈色柔毛。

### 叶
荷花玉兰叶卵状长椭圆形，厚革质，长10－20厘米，表面有光泽，背面有锈色柔毛，边缘微反卷。

### 花
荷花玉兰花一般为白色，花的直径可达20－30厘米，花被片通常为6片，有时多达9片，花大如荷花，因此得名荷花玉兰，芳香。花期5-7月。

### 种子

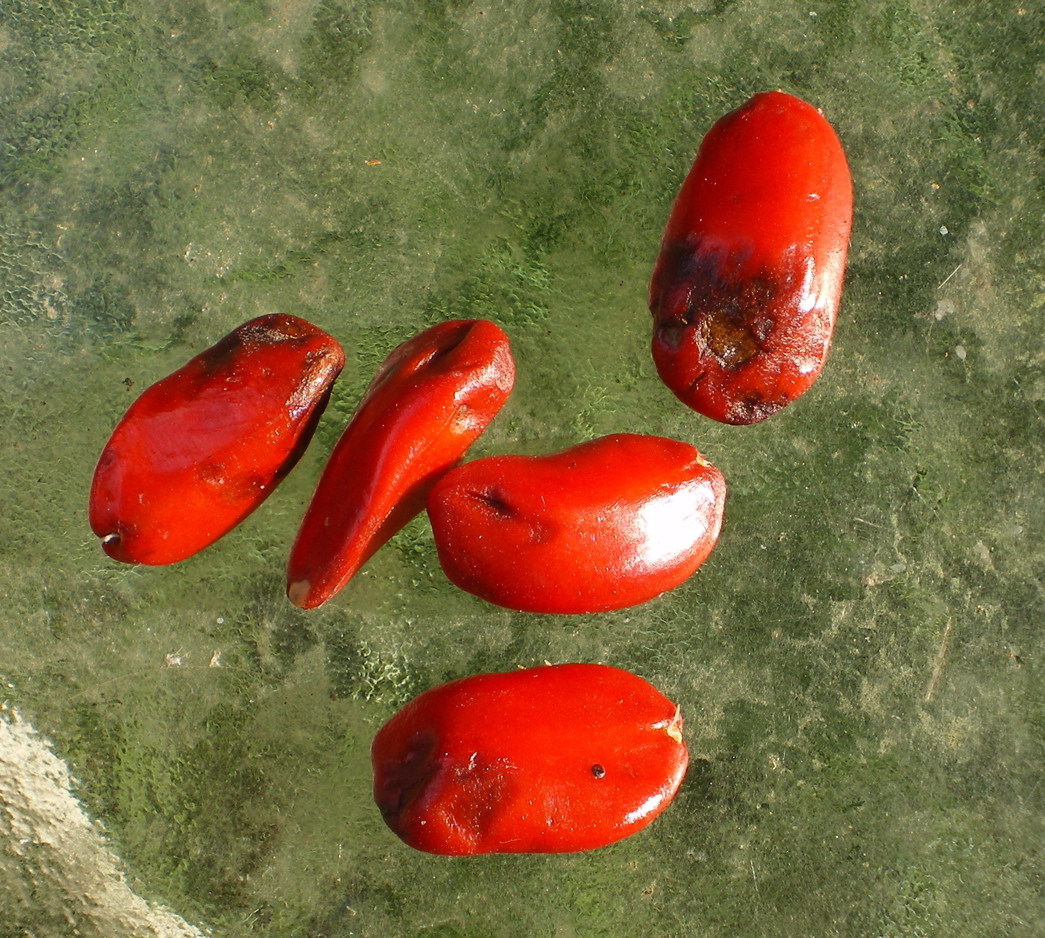
种子

荷花玉兰的种子外皮为红色，9－10月果熟。

## 作为市花或市树
- 安徽省合肥市
- 江苏省常州市
- 江苏省南通市
- 湖北省沙市市

## 图库

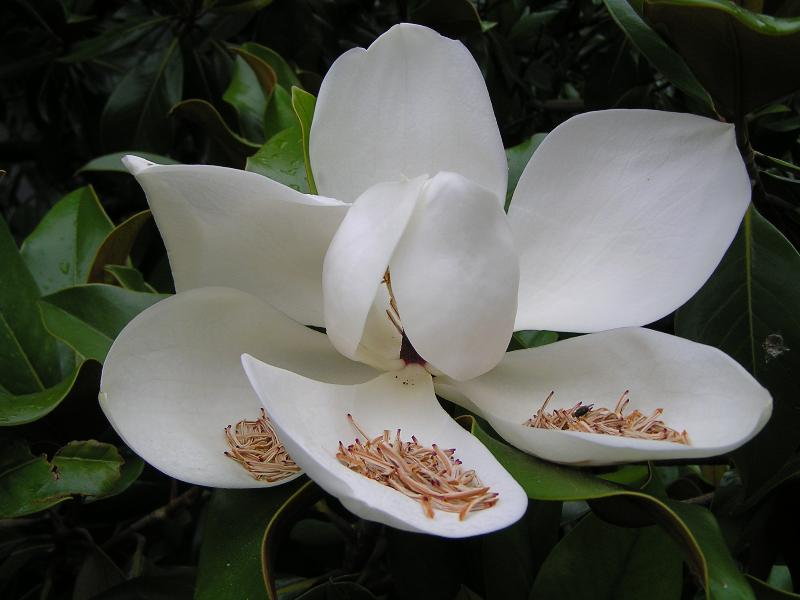
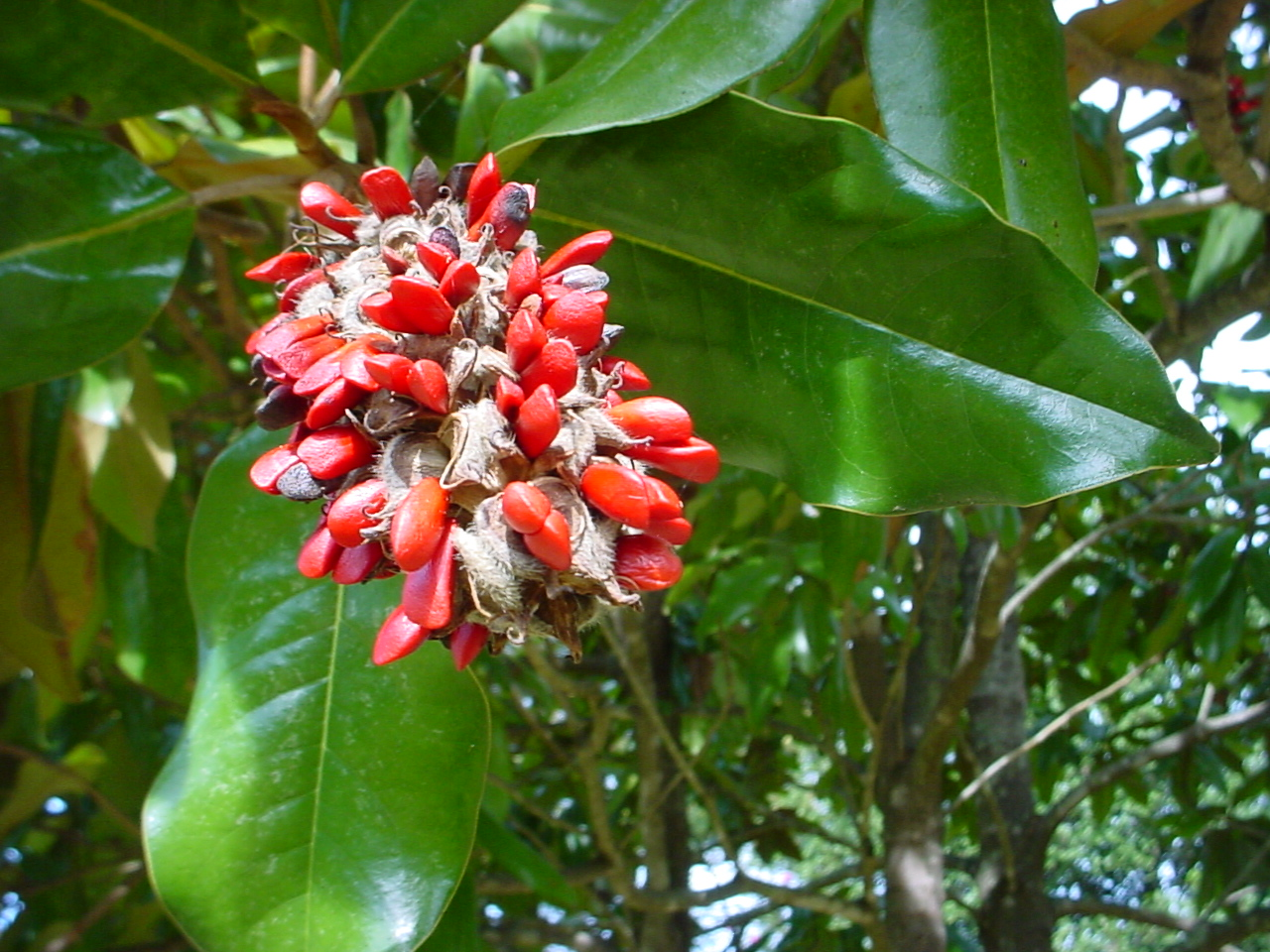
种子
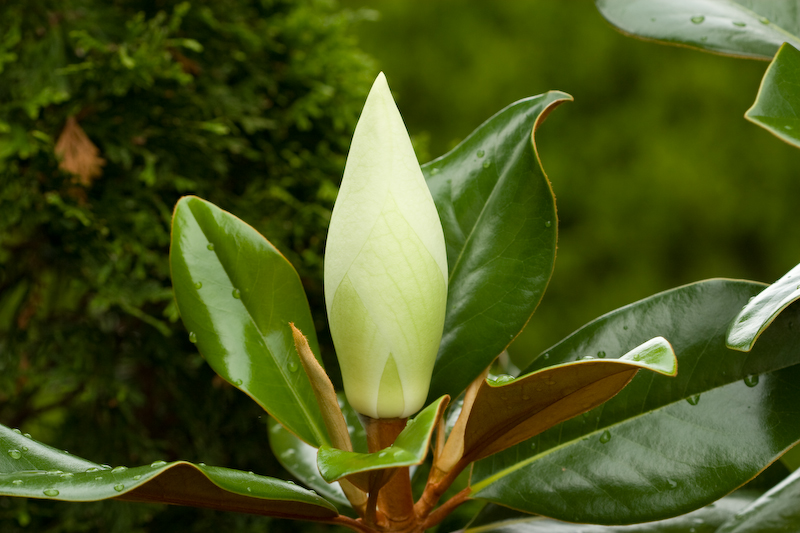
花蕾
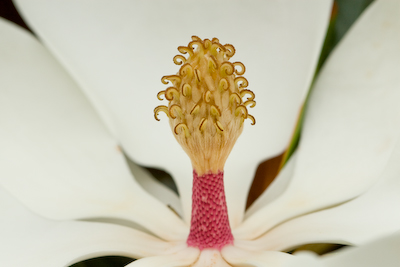
花蕊

## 外部連結
- 更詳細的洋玉蘭介紹 （页面存档备份，存于）（繁體中文）
- 荷花玉蘭 Hehuayulan （页面存档备份，存于） 藥用植物圖像資料庫 (香港浸會大學中醫藥學院) （繁體中文）（英文）